# Mercedes Abella Oliveros
Mercedes Abella Oliveros (Baracoa, província d'Orient, Cuba, 6 d'abril de 1926) és una terapeuta ocupacional cubana, coneguda com a fundadora de la teràpia ocupacional a Espanya.
Es va graduar a la Escuela del Hogar de l'Havana el 1949. Posteriorment es va traslladar als Estats Units amb una beca, per estudiar teràpia ocupacional a la Universitat de Nova York (New York University, NYU) on va obtenir el títol l'any 1954. Va continuar els seus estudis en aquesta universitat, graduant-se el 1959 com Bachelor of Science, i aconseguint el títol de Master of Arts en 1972.
De 1954 a 1956 va formar part de l'equip del Centre de Rehabilitació de Teràpia Ocupacional Franklin Delano Roosevelt de l'Havana, El 1957 va ocupar el mateix càrrec al General Hospital de Queens (Nova York). De 1958 a 1959 va ser terapeuta ocupacional sènior en el Rusk Institute Rehabilitation Medicine de la Facultat de Medicina de la Universitat de Nova York. El 1960 va ser supervisora en el St. Mary's Hospital for Children de Bayside, Queens, Nova York.
El 1961 va arribar a Espanya després que els dr. Manuel Oñorbe Garbayo, el dr. Heliodoro Ruiz García i el dr. Cecilio González Sánchez sol·licitessin a l'Organització Mundial de la Salut personal per organitzar la Teràpia ocupacional al pais. En aquells any hi havia a Espanya una epidèmia de poliomielitis, que afectava als infants i podia deixar com a seqüeles discapacitats físiques severes. Mercedes Abella va posar en marxa l'Escola Nacional de Teràpia Ocupacional en el Dispensari Nacional de Rehabilitació de Madrid. Abella va elaborar el primer pla d'estudis per a l'ensenyament de la teràpia ocupacional, i va impartir matèries específiques d'aquesta disciplina. La seva idea era establir els estàndards de la primera Escola de Teràpia Ocupacional a Espanya, escola que es va establir al carrer Maudes de Madrid. La seva tasca es va desenvolupar allí durant tres anys.
Sobre la l'experiència a Espanya, Mercedes Abella explicà que al principi li va costar treballar amb els metges. "No sabían nada del tratamiento y se pensaban que sabían mucho". Era una dona de 30 anys, educada als Estats Units, amb un títol universitari, enviada per a crear una professió que encara no existia a Espanya i on els metges creien que havia d'estar per sota d'ells.
A Espanya feia tot just 20 anys que havia acabat la Guerra civil i es regia amb uns valors centrats en la família i en la moral catòlica, on només el 25% de les dones treballaven fora de casa, sense dret a vot i on sols se les considerava com a filla, mare o esposa d'un home.
En 1964 abandona Espanya, per treballar com a directora adjunta del Departament de Teràpia Ocupacional, en l'Institut de Rehabilitació de Medicina de Nova York (Rusk Institute Rehabilitation Medicine).
De 1964 a 1967 va ser supervisora i coordinadora d'estudiants del Rusk Institute Rehabilitation Medicine de Nova York i, des de 1976 és assistenta del director d'aquest mateix dins. De 1970 a 1990 va ser consultora del World Rehabilitation Fund per a Amèrica Central i la Xina. Des de 1994 és membre del Accreditation Council for Occupational Therapy Education ACOTE. Així mateix és membre de la American Occupational Therapy Association (vicepresidenta no període 1982-1987) i de la New York State Occupational Therapy Association. Des de 2001 està jubilada.
Mercedes Abella es va casar amb George Michael Selizki el 21 de maig de 1980.
A Espanya la seva contribució com a fundadora de la teràpia ocupacional restà en l'oblit fins a l'any 1996 en que dues professores de l'Escola Universitària Creu Roja de Terrassa la localitzen i consegueixen entrevistrar-la.
L'any 2008, la Facultat de Ciències de la Salut de la Universitat de La Corunya i la Asociacíón Professional Galega de Terapeutes Ocupacionais (APGTO), li van fer lliurament, de la medalla d'or de la Teràpia ocupacional, al rectorat de la Universidade, en reconeixement de la seva tasca i treball.